# Jessica Lagunas
Jessica Lagunas (Nicaragua, 1971) és una artista i dissenyadora gràfica el focus de la qual de treball és "la condició de la dona en la societat contemporània, qüestionant les seves obsessions amb imatge de cos, bellesa, sexualitat i envelliment." Lagunas va néixer a Nicaragua el 1971, però va créixer a Guatemala, on va estudiar disseny gràfic a la Universitat Rafael Landívar. En 2001, es va moure a la Ciutat de Nova York amb el seu marit, l'artista Roni Mocán, on tots dos viuen i hi treballen actualment.
Lagunas va treballar en una gran varietat de formats i mitjans de comunicació, amb interès particular en la producció de vídeo i instal·lació. Alguns de les seves peces també fan ús de mitjans alternatius, com a cabell. El treball de Lagunas ha estat exhibit en un gran nombre de biennals internacionals, incloent el Pontevedra Biennal (Espanya, 2010), El Museu del Barrio Biennal (Nova York, 2007), Tirana Biennal (Albània, 2005), Cuenca Biennal (Equador, 2001), Carib Biennal (República Dominicana, 2001) i el Paiz Biennal (Guatemala, 2012, 2010, 2008). També ha estat presentada en exposicions col·lectives en el Museu d'Art de l'Amèrica (Washington, D.C., 2012), Bronx Museu de les Arts (Nova York, 2006), Museu de Ciutat del Jersey (New Jersey, 2010, 2007), i el Festival Internacional d'Arts Contemporànies-Ciutat de Dones (Eslovènia, 2010).

## Obra
La seva obra està centrada en l'obsessió social amb la imatge de cos femení i el seu aspecte físic. En els seus treballs de vídeo, Lagunas aplica maquillatge o realitza rituals de bellesa repetidament en una manera exagerada. En Para Verte Mejor (2005), per exemple, aplica rímel a les seves pestanyes durant 57 minuts. En una de les seves peces de 2016, Lagunas teixeix brins de cabell humà, proporcionat per visitants i personal en el Museu del Barrio a Nova York, així com del seu propi cabell, utilitzant una tècnica tradicionalment utilitzada per dones maies a Guatemala. Per a la sèrie "Para siempre Young" (actual), Lagunas imita la seva edat actual utilitzant brins grisos del seu propi cabell.
Lagunas aquesta també interessada en llibres d'artista, i durant el 2012 va ser artista en residència al Centre per a Llibres d'Art de Nova York. Per a Històries Íntimes (2009-2011), l'artista va recollir cartes de diversos membres familiars on aquests narren la primera vegada que van experimentar la menstruació. Entre 2012 i 2015, va treballar en un projecte de llibre "Feminicidio a Guatemala", on aborda el tema de feminicidis a Guatemala durant l'any 2000-2010.
La violència de gènere, així com la violència experimentada a Guatemala durant el conflicte armat dels 36 anys, és d'interès per a l'artista. A part de Femicidioa Guatemala, l'artista ha creat un nombre de peces rendint tribut i denunciant l'increment de la violència contra les dones al país, incloent En Memoriam (2007) i Para que nos recuerdes mejor. Amb 120 minutos de silencio (2008), un actuació per la qual Lagunas va tallar d'una peça de 40,00 iardes de teixit de camuflatge, així com amb Deshilando el miedo (2010-12), l'artista condemna els actes violents comeses per l'estat guatemalenc durant la seva guerra civil.